# Clarence White
Clarence White (7. června 1944 Lewiston, Maine – 14. července 1973 Palmdale, Kalifornie) byl americký kytarista a zpěvák. V šedesátých letech byl členem skupiny Kentucky Colonels a později hrál s Nashville West. Roku 1968 se stal členem skupiny The Byrds, ve které hrál do roku 1973. Zemřel při autonehodě ve svých devětadvaceti letech. Hudební časopis Rolling Stone jej v roce 2003 zařadil na 41. příčku v žebříčku 100 nejlepších kytaristů všech dob; v roce 2011 byl žebříček sestaven znovu a zde se umístil na 52. místě.